# جامعة ولاية وينستون سالم
جامعة ولاية وينستون سالم (بالإنجليزية: Winston-Salem State University)‏ وتُختصر إلى WSSU هي جامعة عامة وتاريخية للسود في وينستون سالم بولاية نورث كارولينا. وهي جزء من جامعة نورث كارولينا.

## تاريخ
تأسست جامعة ولاية وينستون سالم كأكاديمية سلاتر الصناعية في 28 سبتمبر 1892. بدأت بـ 25 تلميذًا ومعلم واحد في هيكل إطار من غرفة واحدة. بحلول عام 1895، تم الاعتراف بالمدرسة من قبل ولاية كارولينا الشمالية وفي عام 1899 تم اعتمادها من قبل الولاية كمدرسة سلاتر الصناعية ومدرسة سلاتر العادية
في عام 1925، أعادت الجمعية العامة لولاية كارولينا الشمالية تسمية مدرسة وينستون سالم للمعلمين وسمح مجلس التعليم بولاية كارولينا الشمالية للكلية بمنح درجات تعليم ابتدائية للمعلمين، مما يجعلها أول مؤسسة سوداء تقدم هذا التدريب المتخصص.
تأسست مدرسة التمريض عام 1953 وتقدم درجات البكالوريا. في عام 1963، أذنت الجمعية العامة لولاية كارولينا الشمالية بتغيير الاسم من كلية وينستون سالم للمعلمين إلى كلية وينستون سالم الحكومية. حصلت على قانون الاعتراف بكلية ولاية وينستون سالم كجامعة ولاية وينستون سالم على موافقة تشريعية في عام 1969. في 1 يوليو 1972، أصبحت جامعة ولاية وينستون سالم واحدة من 16 مؤسسة مكونة لجامعة كارولينا الشمالية.

### تبرعات
في عام 2020، تبرعت ماكنزي سكوت بمبلغ 30 مليون دولار إلى جامعة ولاية وينستون سالم. تبرعها هو أكبر هدية فردية في تاريخ الجامعة.

## أكاديميون
تقدم ولاية وينستون سالم أكثر من 40 تخصصًا أكاديميًا و10 درجات دراسات عليا. تسجل المدرسة ما يقرب من 5200 طالب وتوظف 400 من أعضاء هيئة التدريس وأكثر من 550 موظفًا.

### الترتيب
تم تصنيف جامعة ولاية وينستون سالم في المرتبة السابعة كأفضل كلية في الولايات المتحدة من خلال تصنيفات الجامعات في مؤشر التنقل الاجتماعي.
تم تصنيف الجامعة في المرتبة رقم 27 من قبل يو إس نيوز آند وورد ريبورت في أفضل كليات البكالوريا العامة الشاملة في الفئة الجنوبية بين عامي 2001 و2009. بحلول عام 2016، تراجعت الجامعة إلى تصنيف 84 في نفس الفئة.

## المكتبة
مكتبة أوكيلي (بالإنجليزية: CG O'Kelly)‏ هي المكتبة الأكاديمية الرئيسية في حرم جامعة ولاية وينستون سالم، والتي كانت في الأصل أكاديمية سلاتر الصناعية. كانت المكتبة الأصلية موجودة في قاعة بلير حتى عام 1967 عندما تم بناء المكتبة الجديدة وخضعت مكتبة أوكيلي لإضافتين وتجديد واحد خلال الأربعين عامًا الماضية.

## حرم الجامعة

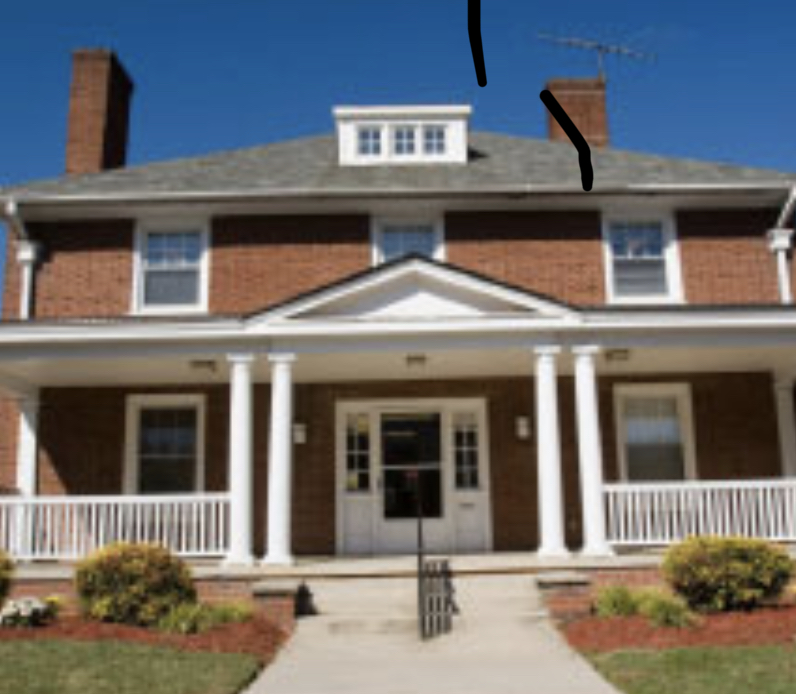
بيت الخريجين في الحرم الجامعي

يحتوي الحرم الجامعي على أكثر من 40 مبنى تغطي 117 أكر (0.47 كـم2). وُصِفت صالة عرض ديغز (بالإنجليزية: Diggs Gallery)‏ في الجامعة كواحدة من أفضل صالات العرض الأمريكية الأفريقية في منطقتها.

## الأنشطة الطلابية

### ألعاب القوى
جامعة ولاية وينستون سالم هي حاليًا عضو في الرابطة المركزية لألعاب القوى (CIAA) في القسم الثاني للرابطة الوطنية لرياضة الجامعات. من موسم 2007-2008 حتى موسم 2009-2010، تنافست الجامعة في القسم الأول من الرابطة الوطنية لرياضة الجامعات في مؤتمر الشرق الأوسط الرياضي (MEAC)، على الرغم من كونها عضوًا انتقاليًا فقد كانت الجامعة تحاول الحصول على العضوية الكاملة داخل مؤتمر الشرق الأوسط الرياضي أو داخل الرابطة الوطنية لرياضة الجامعات القسم الأول، حيث كان من المقرر أيضًا أن تبدأ الجامعة العضوية الكاملة والوصول إلى بطولات الرابطة الوطنية لرياضة الجامعات في عام 2011. ومع ذلك، لم يحدث ذلك أبدًا بسبب الصعوبات المالية.

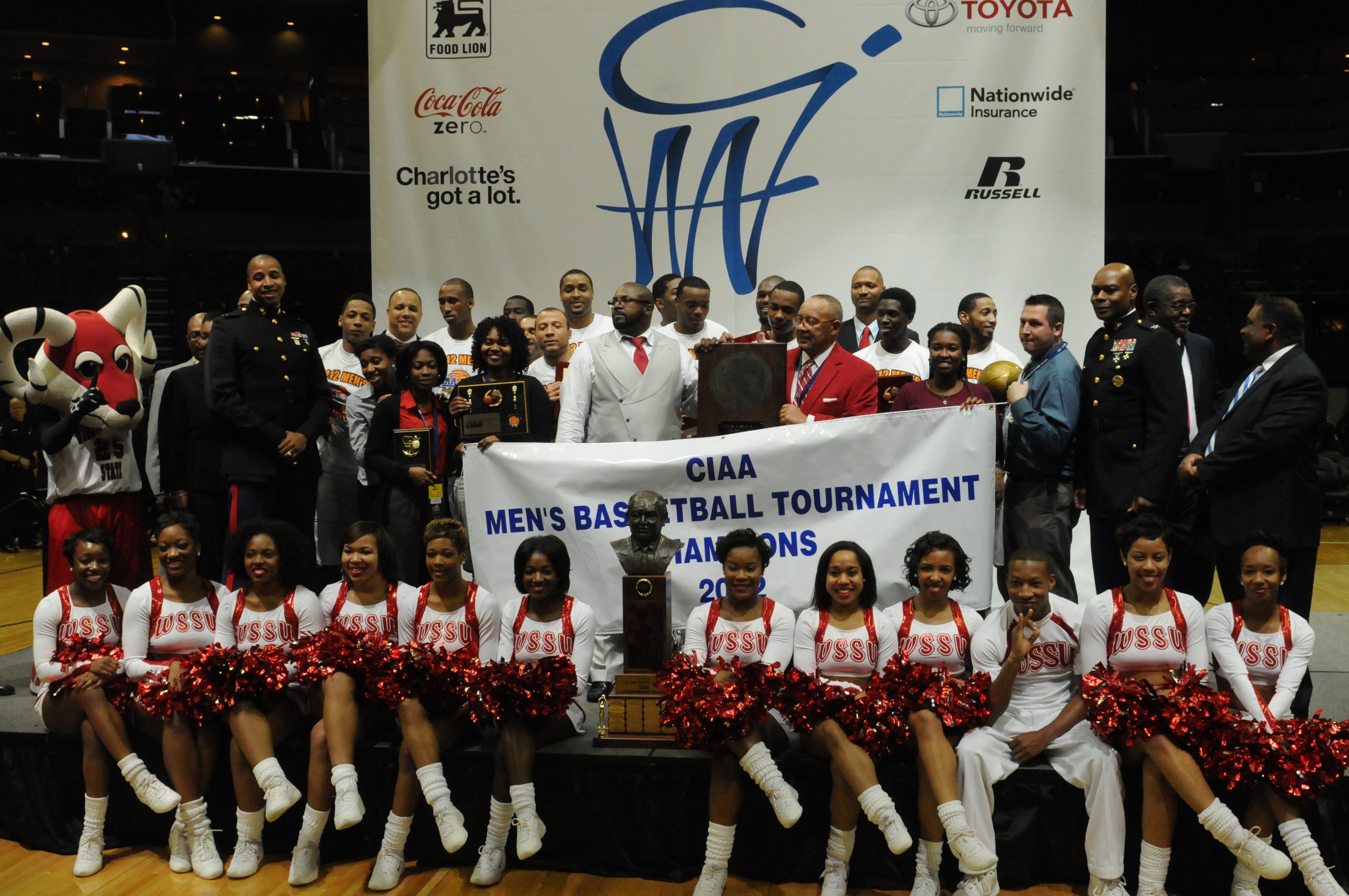
فريق كرة السلة للرجال ومشجعو الجامعة في بطولة الرابطة المركزية لألعاب القوى 2012

في عام 1967، أصبحت الجامعة أول كلية سوداء تاريخيًا تفوز ببطولة الرابطة الوطنية لرياضة الجامعات لكرة السلة. فاز الفريق ببطولة قسم الكليات (الآن القسم الثاني) بتسجيل 31-1. قادهم الحارس إيرل مونرو صاحب الأهداف العالية، والذي بلغ متوسطه 41.5 نقطة لكل مباراة في ذلك الموسم قبل أن يتم اختياره في المركز الثاني في مسودة الدوري الاميركي للمحترفين عام 1967 من قبل فريق بالتيمور بوليتس (الآن واشنطن ويزاردز).
لعب فريق الجامعة في بطولة دوري الدرجة الثانية الوطنية لكرة القدم 2012 في 15 ديسمبر 2012. وخسر 35-7، أمام جامعة ولاية فالدوستا، وأنهوا الموسم، 14-1، وهو الأفضل في أي كلية أو جامعة سوداء تاريخيًا. قاد الفريق المدرب كونيل ماينور ولاعب الوسط الأمريكي كاميرون سميث.
الملعب الحالي لفريق كرة القدم في الجامعة هو استاد بومان غراي (Bowman Gray).
في أغسطس 2010، أعادت جامعة ولاية وينستون سالم برنامجها للبيسبول بعد توقف دام 37 عامًا. على الرغم من كونه السنة الأولى فقط من البرنامج، تمكن فريق البيسبول من الفوز ببطولة الرابطة المركزية لألعاب القوى (CIAA) والانتقال إلى منطقة المحيط الأطلسي. فاز الفريق مرة أخرى ببطولة الرابطة المركزية لألعاب القوى (CIAA) في 2012 و2013 و2014. حقق الفريق أيضًا نجاحًا في موسم 2013 من خلال حصوله على أول تصنيف وطني للبرنامج على الإطلاق في المرتبة 23 في البلاد.

## خريجون متميزون
- د. تشارلي برادي هاوزر.
- تيد بلانت، مسؤول منتخب متقاعد ومعلم ورياضي سابق، شغل منصب الرئيس السابق لمجلس مدينة ويلمنجتون بولاية ديلاوير.
- كليو هيل، لاعب كرة سلة محترف تم اختياره من قبل سانت لويس هوكس في الجولة الأولى (الثامنة عمومًا) من مشروع الدوري الاميركي للمحترفين لعام 1961.
- إيرل مونرو 1964-1967، حارس سابق في الدوري الاميركي للمحترفين؛ عضو في قاعة مشاهير نايسميث التذكارية لكرة السلة.[14]
- مارشال ل. شيبرد، الوزير المعمداني وعضو مجلس مدينة فيلادلفيا.
- لويز سميث، معلمة أسست أول برنامج لرياض الأطفال في ولاية كارولينا الشمالية.
- إيرل ويليامز، لاعب كرة سلة أمريكي إسرائيلي.
- دونالد إيفانز، لاعب كرة القدم الأمريكية المحترف السابق، دفاعي لينمان في الدوري الوطني لكرة القدم لفريق لوس أنجلوس رامز وفيلادلفيا إيجلز وبيتسبرج ستيلرز ونيويورك جيتس.
- ريتشارد هنتلي، لاعب كرة القدم الأمريكية المحترف يرجع إلى دوري كرة القدم الوطني. لعب ستة مواسم مع أتلانتا فالكونز (1996)، وبيتسبرغ ستيلرز (1998-2000)، وكارولينا بانثرز (2001)، وديترويت ليونز (2002).
- لويس فراخان، زعيم ديني، ناشط أمريكي من أصل أفريقي، ومعلق اجتماعي.
- وليام هايز، لاعب كرة القدم الأمريكية لفريق ميامي دولفين.

## روابط خارجية
- الموقع الرسمي
- موقع ويب وينستون سالم لألعاب القوى